# Andorra en los Juegos Paralímpicos de Londres 2012
Andorra estuvo representada en los Juegos Paralímpicos de Londres 2012 por un deportista masculino. El equipo paralímpico andorrano no obtuvo ninguna medalla en estos Juegos.